# Jean Tzelepes Comnène
Jean Tzelepes Comnène était le fils d'Isaac Comnène et un prince byzantin qui se convertit à l'islam.
La carrière de Jean et de son père (un frère de l'empereur Jean II Comnène) commence vers 1130, lorsqu'ils tentèrent de renverser son oncle, l'empereur avec l'aide d'émirs turcs. Toutefois, ils échouèrent mais furent pardonnés par l'empereur en 1138. 
En 1139, Jean accompagna son oncle durant sa campagne en Asie mineure, mais il fut défait en 1140 au siège de Néocésarée. John Julius Norwich écrit qu'il embrassa simultanément l'islam et épousa la fille du sultan seldjoukide Mesud Ier.
Selon les fables généalogiques de la famille ottomane, Jean Comnène, maintenant connu sous le nom de Jean Tzelepes, eut un fils du nom de Kutalmich, l'ancêtre des sultans ottomans.

## Biographie

### Des jeunes années en exil
Les relations entre Isaac et son frère, Jean II Comnène sont d'abord cordiales avant de se dégrader jusqu'à devenir hostiles vers 1130. Les raisons derrière ce revirement sont inconnues. Nicétas Choniatès et Jean Cinnamus rapportent seulement qu'Isaac aurait eu des vues sur le trône,. En 1130, il est impliqué dans une conspiration contre Jean alors que celui-ci n'est pas à Constantinople et combat les Seldjoukides du sultanat de Roum. La conspiration est dévoilée, ce qui contraint Isaac et ses deux fils à fuir la capitale pour trouver refuge auprès de l'émir des Danichmendides, Gazi Gümüshtigin, à Mélitène. Jean accompagne son père au cours de cet exil de six ans, durant lequel ils traversent la plupart de l'Asie Mineure jusqu'au Levant. Isaac essaie alors de rallier les différents souverains locaux à sa cause,.
Depuis Mélitène, ils se dirigent vers Trébizonde, dont le gouverneur, Constantin Gabras, s'est rebellé contre l'Empire en 1126 et dirige la région de Chaldée de façon indépendante. Ils vont ensuite dans le royaume arménien de Cilicie où ils sont bien reçus par Léon Ier. Jean épouse même l'une des filles de Léon et reçoit les cités de Mopsueste et d'Adana en dot. Toutefois, après un court moment, les relations se détériorent avec les Arméniens et ils doivent se réfugier auprès du sultan de Roum, Mas`ûd Ier, abandonnant ainsi leurs gains ciliciens.
Isaac poursuit ses efforts pour monter une coalition contre son frère, sans réussite. Les réussites militaires de Jean II ne font que renforcer sa position à la cour, notamment après la campagne syrienne de 1137-1138 qui lui permettent d'inféoder la principauté d'Antioche à l'Empire. L'aristocratie impériale lui est de plus en plus acquise, de même que la population dans sa globalité. En revanche, les soutiens d'Isaac commencent à l'abandonner. En conséquence, Isaac cherche à se réconcilier avec Jean II. Isaac et son fils, Jean Tzelepes, rencontrent Jean II quand celui-ci revient d'Antioche en 1138. L'empereur accepte de les pardonner et les ramène avec lui à Constantinople.

### Défection
En 1139, Jean Tzelepes accompagne son oncle lors de sa campagne contre les Danichmendides, désormais dirigés par Melik Mehmed Gazi. L'armée byzantine s'avance jusqu'à Néocésarée pour l'assiéger. Lors du siège, un incident entraîne la défection de Jean Tzelepes. Quand l'empereur voit un chevalier latin de haut rang combattre à pieds, il demande à son neveu de lui donner son cheval, un pur-sang. Jean Tzelepes refuse et provoque le chevalier en duel pour le gain du cheval. Devant le désaccord de son oncle, Jean abandonne son cheval pour en saisir un autre et rejoindre les Turcs. Il est bien reçu par Mehmed qu'il a croisé lors de son exil. Jean lui dévoile les faiblesses de l'armée byzantine, notamment le manque de vivres et de chevaux. Finalement, Jean II finit par abandonner le siège et se replie.
Depuis Néocésarée, Jean Tzelepes part pour le sultanat de Roum rejoindre le sultan. Il se convertit à l'islam et épouse l'une des filles du sultan. Selon l'historien tardif Pseudo-Sphrantzès, le nom de sa femme serait Kamero. Le reste de sa vie est méconnu puisque son engagement auprès des Turcs n'a pas été retracé par les sources. Il aurait reçu d'importantes propriétés et une fortune confortable. Son érudition lui aurait valu le respect des Turcs. Sa femme pourrait avoir mené la défense d'Iconium contre les attaques de Manuel Ier Comnène, le successeur de Jean II, à une époque où Jean Tzelepes serait déjà mort.

### Traditions ultérieures
Selon le Pseudo-Sphrantzès, une tradition ultérieure affirme que Jean aurait reçu le surnom de Tzelepes, le terme grec qui retranscrit le titre turc de Çelebi, utilisé au bénéfice d'un homme de noble naissance. Toutefois, le Pseudo-Sphrantzès lui-même émet des doutes sur la crédibilité de cette histoire et suggère que Tzelepes pourrait se référer à une tout autre personne. Toujours selon cette tradition, Jean et sa femme aurait eu comme fils Süleyman Şah bin Kaya Alp, qui s'affirme comme un dirigeant de premier ordre, actif lors de la quatrième Croisade. Il aurait été le père d'Ertuğrul, le fondateur de la dynastie des Ottomans,. Toutefois, comme l'affirme Konstantinos Varzos, cette hypothèse est fort peu crédible,.
L'historien Konstantinos Moustakas s'est intéressé à l'apparition de cette tradition. Il la rattache à une histoire rapportée par Théodore Spandounès à propos de la descendance du sultan seldjoukide Kay Qubadh Ier, qui présente des ressemblances. Toutefois, Spandounès lui-même n'y croit pas, même s'il mentionne que Mehmed II aurait eu connaissance de cette hypothèse et se serait efforcé de la faire disparaître. Toujours selon Spandounès, la diffusion de cette théorie serait le fait des Chrétiens convertis au sein de la cour ottomane, comme Mesih Pacha ou Hersekli Ahmed Pacha, pour légitimer les prétentions au titre impérial de Mehmed en le rattachant à une dynastie byzantine.

## Sources
- (de) Oktawiusz Jurewicz, Andronikos I. Komnenos, Amsterdam: Adolf M. Hakkert, 1970 (OCLC 567685925)
- (en) Paul Magdalino, The Empire of Manuel I Komnenos, 1143-1180, Cambridge University Press, 2002 (ISBN 0-521-52653-1).
- (en) Konstantinos Moustakas, « The myth of the Byzantine origins of the Osmanlis: an essay in interpretation », Byzantine and Modern Greek Studies, vol. 39,‎ 2015, p. 85-97
- (el) Konstantinos Varzos, « Η Γενεαλογία των Κομνηνών Tome A », Thessalonique, Centre de recherche byzantine de l'Université de Thessalonique,‎ 1984 (consulté le 8 octobre 2023)